# عبادي الهذلول
عبد الله الهذلول لاعب كرة قدم سعودي سابق. هو عبد الله فرج الهذلول واشتهر باسم عبادي الهذلول، من مواليد 1961 في السعودية، لاعب وسط سابق مع نادي الهلال والمنتخب السعودي.
كان يلعب عبادي في مركز الوسط المتأخر «المحور» كما لعب في فترات متقطعة في مركز الظهير الأيمن حسب حاجة الفريق لكون يجيد اللعب أيضاً في هذا المركز. واستمر في تمثيل الهلال لمدة 12 عاما.
توج الهذول مع الهلال بالكثير من الألقاب، وكان بحق أحد أميز النجوم السعوديين في المثانينات الميلادية خلقاً ومستوى، كما يعد من ابرز اللاعبين المحاور الذين انجبتهم الملاعب السعودية.

## سيرته الكروية
بدأ عبادي مسيرته مع الهلال في عام 1398 حيث كان يلعب في فريق الناشئين بالنادي وتدرج بالفريق حتى وصل عام 1401هـ للفريق الأول وذلك بتوصية من المدرب العالمي الشهير ماريو زاغالو حيث أوصى مساعده بتصعيده قبل رحيله في ذلك العام.
ولعب في بداية الامر في مركز الظهير الأيمن وكانت أول مواجهة له مع الاتفاق وسجل فيها هدفاً، وكان يتميز عبادي بدقة تمريراته ومرونة حركته الامر الذي مكنه من الانضمام سريعا للمنتخب السعودي الأول.
كما كان يجيد عبادي التسديد من خارج منطقة الجزاء وهو ماجعله في فترات يكون هداف الفريق، ومن أبرز مبارياته في نهائي كأس الملك عام 1404هـ ضد الاهلي حيث قدم فيها أجمل مستوياته رغم انه لعب في مركز الظهير وليس المحور.
كما لا يمكن نسيان أول لقب خارجي في تاريخ الهلال وهي كأس الخليج عام 1986 والتي ساهم فيها الهذلول بشكل كبير في تحقيق الهلال للقب الذي جاء في العاصمة السعودية الرياض.
أما عن مسيرته الدولية، فقد شارك في كأس أمم آسيا 1984 وهو في عمر صغير وساهم مع الجيل الذهبي في تحقيق أول لقب رسمي في تاريخ الكرة السعودية، كما شارك في عدد من البطولات الإقليمية.

## اسهاماته مع الهلال
- كأس الملك عام 1402
- كأس الملك عام 1404
- درع الدوري السعودي عام 1405
- درع الدوري السعودي عام 1406
- كاس انديه ابطال دول مجلس التعاون عام 1406
- كاس الاتحاد - الأمير فيصل بن فهد عام 1407 .
- درع الدوري السعودي عام 1408 .
- كأس الملك عام 1409.
- كاس الاتحاد - الأمير فيصل بن فهد عام 1410 .
- درع الدوري السعودي عام 1410 .

## اسهاماته مع المنتخب
- بطولة كاس اسيا الثامنة عام 1984م في سنغافوره.